# Basket-ball aux Jeux africains de 2003
Navigation
Édition précédente Édition suivante
Les épreuves de basket-ball aux Jeux africains de 2003 ont lieu à Abuja, au Nigeria, du 5 au 10 octobre 2003. Deux tournois sont au programme, un féminin et un masculin.

## Médaillés
| Épreuve | Or | Argent | Bronze |
| ------- | --- | --- | --- |
| Hommes  | Angola Abdel Bouckar Afonso Silva Eduardo Mingas Gerson Monteiro Helder Domingos Idelfonso Kiteculo José Nascimento Milton Barros Olímpio Cipriano Simão Panzo Victor Muzadi Walter Costa  | Sénégal Abdoulaye Sow Alpha Traore Arfang S. Ueye Charles Dieng El Hadji Diakhat El Kabir Pene Elyse G. Voissy Makha Konate M. Massaer M. Gning Samba Fall Serigne Saliou Fall Souleymane Sall | Nigeria Adamy Musa Adeshola Alayande Alonna Ejike Bemoite Suobo Godwin Unegbe John Allagh Mohammed Abdulrahman Mustapha Abdulsalam Odaudu Ogoh Priwit Gagara Synesius Boniface Vicent Okotie |
| Femmes  | Nigeria Aisha Mohammed Alaba Rafiu Bola Solaja Ezinne James Funmilayo Ojelabi Juliana Negedu Mactabene Amachree Mary Chinweokwu Mfon Udoka Nguveren Iyorhe Patricia Chukwuma Shola Ogunade | RD Congo Ana Jkano Kitoko Mboma Koko Mbudi Mangole Awaka Mangongo Boboli Mireille Tangama Musau Kalundu Mwadi Mabika Ohandjo Odimba Pauline Nsimbo Rosada Ilda                                 | Sénégal Anta Sy Aminata Diop Aminata Nar Diop Awa Gueye Coumba Cisse Fatou Balayara Fama Fall Khadiata Diop Khady Dieje Adama Diakhaté Jeanne Senghor Salimata Diatta                        |

## Tableau des médailles
| Rang  | Nation                           | Or | Argent | Bronze | Total |
| ----- | -------------------------------- | -- | ------ | ------ | ----- |
| 1     | Nigeria                          | 1  | 0      | 1      | 2     |
| 2     | Angola                           | 1  | 0      | 0      | 1     |
| 3     | Sénégal                          | 0  | 1      | 1      | 2     |
| 4     | République démocratique du Congo | 0  | 1      | 0      | 1     |
| Total | Total                            | 2  | 2      | 2      | 6     |

## Classement final

### Hommes
| Place              | Équipe        |
| ------------------ | ------------- |
| Médaille d'or      | Angola        |
| Médaille d'argent  | Sénégal       |
| Médaille de bronze | Nigeria       |
| 4                  | Côte d'Ivoire |

### Femmes
| Place              | Équipe        |
| ------------------ | ------------- |
| Médaille d'or      | Nigeria       |
| Médaille d'argent  | RD Congo      |
| Médaille de bronze | Sénégal       |
| 4                  | Angola        |
| 5                  | Kenya         |
| 6                  | Côte d'Ivoire |